# Tetracis aspilata
Tetracis aspilata är en fjärilsart som beskrevs av Dyar 1902. Tetracis aspilata ingår i släktet Tetracis och familjen mätare. Inga underarter finns listade i Catalogue of Life.